# San Severo (Foggia)
San Severo [sanseˈvɛːro] (San Zevíre en dialecto sanseverés) es una ciudad italiana con 48.645 habitantes de la provincia de Foggia, en Puglia.
Capital histórica de Capitanata y Molise hasta 1579, la ciudad es sede episcopal desde 1580.
Centro de antiguas tradiciones mercantiles y agrícolas, hoy es una ciudad de servicios.
La ciudad, al centro de un retículo viario en el Tavoliere delle Puglie septentrional, es sede universitaria y además ciudad de arte.

## Geografía físico político
El territorio es una llanura la cual geológicamente pertenece al Cuaternario antiguo, caracterizada por arena y arcilla fosilíferas de origen marino.
Desde un punto de vista altimétrico declina desde oeste (163 m s.n.m.) hacia este (23 m s.n.m.). Junto con las variaciones de altitud mudan los elementos del paisaje, a oeste se encuentran sobre todo bajas colinas, a este una llanura más regular, donde se ubica la cuenca del Candelaro.
Los campos están escasamente poblados, aunque están llenos de granjas. Los cultivos más habituales son olivares, anchos viñedos de tipos diferentes y trigo. Poco frecuentes son los plantíos de frutales, mientras no faltan cultivos de hortalizas.

## Hidrología
Los cursos de agua son mínimos. Las campiñas de San Severo son cruzadas principalmente por el Candelaro y los demás torrentes: Triolo, Sàlsola, Radiosa, Vènolo, Ferrante, Santa Maria y Potesano.
La escasez, especialmente en verano, de aguas superficiales se opone a una notable presencia de aguas freáticas salobres, sobre todo bajo el suelo de la ciudad.

## Clima
El clima, ya templado por latitud y longitud, está caracterizado por inviernos relativamente fríos y veranos muy calientes, caracterizados por una fuerte variabilidad térmica.
El mes más frío es enero con 3 °C mediamente y los meses más calientes son julio y agosto (25 °C).
Legislativamente hablando la ciudad cabe en la Fascia Climática D.

## Historia

### Las orígenes del nombre
El nombre parece llegar desde aquello del santo patrono San Severino abad, titular de la iglesia al cuyo rededor se formó el castellum. El antiguo agiotopónimo Castellum Sancti Severini o Sanctus Severinus se encuentra in siete documentos entre 1116 y 1266. La forma Sanctus Severus en cambio está atestiguada por la primera vez en un documento del 1134, aunque sea conocido exclusivamente por una dudosa transcripción moderna. En un pergamino de 1141 aparecen ambas formas, una al inicio y otra al final, señal de una alternancia que en algún momento hizo que el nombre mudara y se volviera diferente de aquello del titular de la iglesia matriz.
No obstante, el nombre de la ciudad quedó fluctuante durante mucho tiempo, así que San Severino, aunque raramente, puede encontrarse hasta el siglo XVII. En algunos documentos del siglo XV, además, en la titulación latina se lee la grafía original y en el texto otra vulgar: esto hace creer que el cambio del antiguo hagiotopónimo sea causado por una síncopa. Sin embargo no puede ser casual que el topónimo oficial siempre fuera Sansevero, de forma univerbal, y solo poco frecuentemente San Severo y S. Severo.
En 1931 el ayuntamiento, pues el Ministerio del Interior lo pidió, adoptó la grafía San Severo, porque era la que el Instituto Central di Statistica había elegido.

## Evolución demográfica
| Gráfica de evolución demográfica de San Severo entre 1861 y 2001 |
|                                                                  |
| Fuente ISTAT - elaboración gráfica de Wikipedia                  |